# Amauropsis aureolutea
Amauropsis aureolutea là một loài ốc biển săn mồi, là động vật thân mềm chân bụng sống ở biển trong họ Naticidae, họ ốc mặt trăng.

## Miêu tả
Chiều dài vỏ ốc tối đa ghi nhận được là 32 mm.

## Môi trường sống
Độ sâu tối thiểu ghi nhận được là 6 m. Độ sâu tối đa ghi nhận được là 662 m.